# Riedbuschsänger
Der Riedbuschsänger (Bradypterus grandis) auch Gabunbuschsänger ist ein Singvogel aus der Familie der Grassänger (Locustellidae). Der Vogel steht auf der Vorwarnliste der IUCN als potentiell gefährdet (Near Threatened), da man trotz der relativ geringen Anzahl nicht davon ausgeht, dass die Population schwindet. Sein Lebensraum sind Sumpfgebiete, die bisher nicht als gefährdete Umwelt angesehen werden.

## Identifikation
Der Riedbuschsänger wird ungefähr 19 Zentimeter groß. Der relativ große Singvogel hat einen langen breiten Schwanz mit rostbraunen Färbung. Der Vogel ist überwiegend braun. Am Hals und an der oberen Brust ist das Gefieder grau und braun gesprenkelt. Normalerweise zwitschert der Vogel nur leise. Während der Balzzeit werden es stärkere abgehackte Rufe. Unterstützt wird das Balzen durch wilde Flügelschläge.

## Verbreitungsgebiet
Der Riedbuschsänger wurde bisher im Südosten Kameruns, in der Zentralafrikanischen Republik und Gabun gesichtet. In Kamerun wurde er im Nki- und Lobéké-Nationalpark sowie in Bitye im Département Dja-et-Lobo nahe dem Wildtierreservat Dja beobachtet. In der Zentralafrikanischen Republik kommt er im Dzangha-Ndoki-Nationalpark vor. In Gabun findet man den Vogel in Mimongo, M'Bigou und Massif von Chaillu. Außerdem wurde von der Spezies aus dem Lopé-Nationalpark und am häufigsten aus Langhoué berichtet.
Es wird zusätzlich vermutet, dass die Art in den Sumpfgebieten von Rhynchospora im Südosten Kameruns, im Osten Gabuns, im Norden der Republik Kongo sowie im Süden der Zentralafrikanischen Republik vorkommt. Allerdings sind aufgrund der schweren Zugänglichkeit des Gebiets bisher keine gesicherten Daten über das Vorkommen des Riedbuschsängers bekannt.